# ペルフルオロアルキル化合物及びポリフルオロアルキル化合物
ペルフルオロアルキル化合物及びポリフルオロアルキル化合物（ペルフルオロアルキルかごうぶつおよびポリフルオロアルキルかごうぶつ、英: per- and polyfluoroalkyl substances）は、アルキル鎖に複数のフッ素原子が結合した有機フッ素化合物の総称である。略称は、PFAS（ピーファス）、PFASs 。
PFASは、強力な化学結合である炭素 - フッ素結合（F - C）を持つため分解されにくく、2018年のワシントン・ポスト紙の論説を受けて「永遠の化学物質（英語：Forever Chemicals）」と呼ばれている。
PFASのうち、ペルフルオロオクタン酸(PFOA) 、ペルフルオロオクタンスルホン酸(PFOS)などの物質については、人体に蓄積し、毒性があり、環境汚染物質と知られている。なおすべてのPFASが人体に有害であるわけではない。

## 定義

PFASの代表例であるペルフルオロオクタンスルホン酸（PFOS）。多数のC-F結合が見られる。

2018年の定義では、1つ以上のペルフルオロアルキル部分–C n F 2n+1 – を含むことが条件であったり、4730の化学物質が該当するとされた。その後、2021年にOECD（経済協力開発機構）は用語を拡張し、「1つ以上の完全にフッ素化されたメチル又はメチレン基（フッ素が結合している炭素原子にH、Cl、Br、I 原子が結合していないもの）を含むフッ素化物質」とされた。この定義の変更により、約10,776種の化学物質がPFASに分類されている。また、アメリカ環境保護庁(EPA) の毒性データベース DSSTox には約14,735種のPFASが分類されており、PubChemには約600万種が分類されている。
PFASは、大きくフッ素化脂肪族化合物とフッ素化芳香族化合物に分類される。
フッ素化脂肪族化合物には、ペルフルオロオクタン酸(PFOA) 、ペルフルオロオクタンスルホン酸(PFOS)、ポリフルオロアルキル化合物（FTOHs）などのフッ素系界面活性剤が含まれている。これらのフッ素系界面活性剤は、フッ素化された「尾部」と親水性の「頭部」を持ち、通常の界面活性剤よりも表面張力が小さいのが特徴的であり、毒性が報告されているものが多い。フッ素化芳香化合物には、オクタフルオロトルエンなどが含まれる。

## 用途と歴史

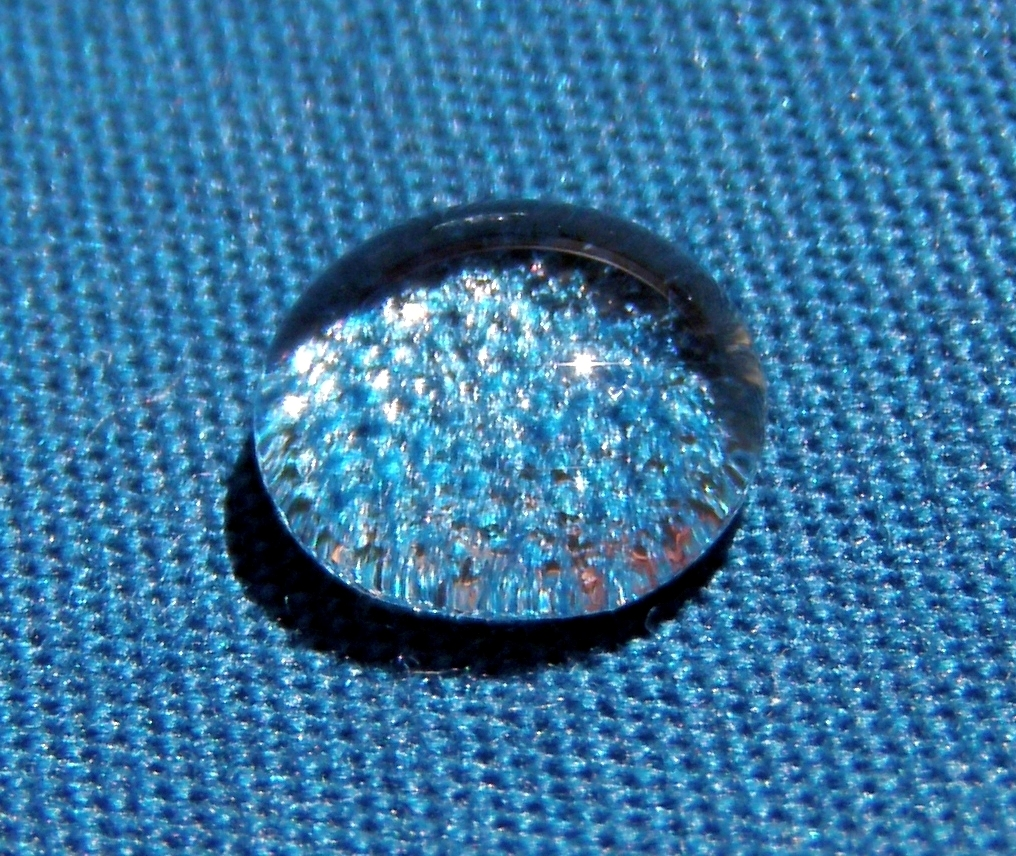
フッ素系界面活性剤は撥水コーティングに用いられる。

20世紀半ばから、PFASのうちフッ素系界面活性剤は、撥水撥油剤、界面活性剤、半導体用反射防止剤、金属メッキ処理剤、消火器の泡消火剤、殺虫剤、調理用器具のコーティング剤等の幅広い用途に用いられた。
1940年代にPFASが導入されたとき、人体への影響は無く、不活性であると考えられていた。初期の調査では、暴露された産業労働者の血液中にペルフルオロオクタン酸(PFOA) 、ペルフルオロオクタンスルホン酸(PFOS)などのフッ素化学物質の濃度が上昇していることが明らかになったが、健康への悪影響は言及されていなかった。
ペルフルオロオクタンスルホン酸(PFOS)は分解しづらい特性から、アメリカミネソタ州の環境NGOは危険性を訴えていた。2000年、アメリカ環境保護庁(EPA)は、PFOAの危険性を報告。2000年、米国大手メーカーである3M社が、野生生物中にPFOSが高濃度で蓄積されていることを認め、2002年に自主的にPFOAとPFOSの製造を中止した。アメリカ環境保護庁(EPA)は、直後にPFOSを「重要新規利用規則（SNUR）」の対象物質に指定し、製造、輸入を許可制に変更。さらに2006年、アメリカ環境保護庁(EPA)とPFOS生産大手8社との間で合意が成立し、アメリカ国内では2000年比で2010年までに95%減、2015年までに全廃が決まった。

## 人体への影響と懸念
PFAS は物質的に安定しており、さらに生物体内でも分解されないため「永久化学物質（英語：forever chemicals）」とよばれる。PFASには様々な物質があるが、生物学的半減期は平均4～5年とされており、広範囲に環境汚染されている地域において、健康に悪影響を及ぼすほどの分子が人間の体内に蓄積することが示唆されている。
すべてのPFASに毒性があるというわけではないという点で注意が必要である。PFASのうち、フッ素ポリマーは、分子量が大きいため、生物体内に蓄積せず、OECDの「低懸念ポリマー」の基準を満たしている。

PFASによる人体への影響

一方、PFASの曝露濃度と肝障害との関連性に関するメタ分析から、PFOA、ペルフルオロヘキサンスルホン酸（PFHxS、およびペルフルオロノナン酸（PFNA）といったPFASの曝露と、肝障害には相関があることが判明している。
また、デュポン社ワシントン工場周辺の69,000人を対象に行った血液検査からPFOAによるヒトの健康への悪影響を関連付ける包括的な疫学研究が行われている。工場周辺に住む住人の血液中のPFOAは、平均83.0ng/mLであり、通常のアメリカ人の40倍であることが判明した。これらの住民の健康状態から、高コレステロール血症、潰瘍性大腸炎、甲状腺疾患、精巣腫瘍、腎臓癌、妊娠高血圧症候群との関連性が報告されている。なお、高血圧症や自己免疫疾患に関する疾患、心筋梗塞や狭心症には関連性が無いことが報告されている。
アメリカの学術機関全米アカデミーが示している「PFAS臨床ガイダンス」では、血液中に20ng/mL（PFOSなど7種類のPFASの合計値）以下を推奨とされている。

## 環境汚染

### 日本
フッ素化合物による汚染や各種の地下水汚染については古くからの報告もあるが、フッ素化合物でも中のPFOSやPFOAによる汚染が日本の役所や学会で注目され始めたのは、アメリカでの規制が始まった2000年以降でありこの頃から論文が少しずつ出始めている。
小高・益永（2006）は東京湾および幾つかの流入河川での調査の結果、河川によって濃度の差が大きいことを報告した。汚染度の高かった河川の一つ、多摩川については西野ら（2008）の報告によって上流部にある「飛行場」と「半導体工場」が主たる汚染源と推定している。この頃他の自治体でも調査が進み、各地で検査結果が公表されている。原因物質は撥水加工は広く使われることから飛行場や半導体工場に限らない。北海道の例では製紙工場の排水からも比較的高濃度で検出されており、撥水加工した紙製品の影響ではないかと推定されている。
PFAS汚染問題が一部の学者や役人に限らず、日本で広く認知されるようになったのは在日イギリス人ジャーナリストのジョン・ミッチェル（John Mitchel）によるところが大きい。特派員として沖縄タイムスや東京新聞に記事を提供し、沖縄県や東京都における米軍基地周辺のPFAS汚染が明らかになった。それまでは米軍基地が汚染源だと強く疑われる場合でも、前述のように「飛行場」などと濁されていた。ミッチェルはアメリカ政府の情報公開制度（Freedom information of act, FOIA）を使い、日本人自身が積極的に米軍に関する公文書を集めることが必要だとしている。
アメリカの法律や制度への理解不足のほか、欧米先行型の環境問題で各種資料も殆どが英語等であるために、日本での情報公開が少ない一因となっている。米軍のPFAS対応については小槙(2024)の報告書が日本語で纏めている。
2007年に大阪府摂津市で、市内の水路や井戸などで高い値のPFASが相次いで検出されている。2016年には沖縄県が嘉手納基地周辺で水道水の水源にもなっている河川で高い濃度で検出されている。原因として、PFASを含む泡消火剤を利用してきたアメリカ軍基地が汚染源である可能性が高いと考えられている。
2020年1月、東京都において2か所の浄水所の水道水で、100ng/L(PFOS・PFOAの合計値)の濃度が6年間検出され続けた。
2023年、東京都多摩地域で一部住民を対象にした血液検査が行われた。650人の被検体の血中濃度（PFOS・PFOAの合計値）の平均値は14.6ng/Lで、国がおととし、全国の3地点で行った調査の平均値のおよそ2.4倍の血中濃度が検出された。また、国分寺市での結果では、平均で血中濃度が23.2ng/ｍLであり、基準値20ng/ｍLを超えたことが発覚した。
2024年11月、各都道府県などが実施した河川や地下水などの水質調査で、国の暫定目標値（PFOS・PFOAの合計値）である50ng/Lを上回る場所が、全国で285地点あることを報じられた。

### アメリカ
米国では、PFASによる水質汚染が深刻な問題となっており、その影響は広範囲に及んでいる。特に、軍事基地を中心に、全米33州で1600万人以上がPFASに汚染された水道水を飲用していると報告されている。2024年11月20日、アメリカ環境保護庁（EPA)による第5次未規制汚染物質監視規則（UCMR-5）のレポートによると、汚染地域はさらに広がり49州に2337地区に達している。PFAS汚染が最も深刻な地域の一つとして、ウェストバージニア州のミッド・オハイオバレー地区にあるデュポン社の工場周辺が挙げられる。この工場では、1950年代から半世紀以上にわたり、テフロンなどの製造にPFOA（ペルフルオロオクタン酸）が使用されており、河川が汚染されている。

### イタリア
イタリアでは2013年の調査でヴェネト州を中心とする200k㎡で、表流水や地下水、水道水からPFASが検出された。2015年7月から2016年4月にかけての調査では住民の血液から高濃度のPFASが検出された。同地域では1968年から操業していた化学工場でPFASを含む製品が製造されており、工場排水が地下水脈への浸透や河川への流入によって長期間広範囲に拡散したものと推定されている。2025年6月、三菱商事の現地法人がPFASを工場から流出させ地下水や河川を広範囲に汚染したとして、ビチェンツァ地方裁判所は当時の日本人取締役3人を含む計11人に対し、拘禁刑2年8カ月～17年6カ月の有罪判決を言い渡した。

### 中国
中国の66都市（総人口約4億5200万人）の飲料水サンプル526件からPFAS濃度を測定したところ、調査対象都市の20％以上（約9850万人に影響）で、アメリカが設定した飲料水のPFASの最大許容濃度を超えていた。特に自貢、連雲港、九江、無錫、杭州、佛山、巣湖、蘇州などの都市では、非常に高いリスク指数が観測された。
また、中国から日本に輸入されたアサリから、国産のアサリの10倍のPFASが検出された。これは、成人大人が1杯のアサリ汁を摂取すると、1週間分のADI（一日摂取許容量）を超える量である。

## 各国の規制

### WHO
2022 年９月、WHOは、WHO飲料水水質ガイドライン作成のための背景文書「飲料水中のPFOS 及び PFOA」のパブリックレビュー版を公表。そこでは、飲料水に含まれるPFAS・PFOAはそれぞれ100 ng/L、総PFAS量は 500ng/L という暫定ガイドライン値が示されている。

### アメリカ
アメリカ環境保護庁（EPA）は、PFASのうちPFOSおよびPFOAの飲用水への健康勧告値を70ng/Lに設定した。2018年にPFASに関するフォーラムを開催し、2019年に連邦政府でPFASの規制が成立した。また、アクションプランとして、「飲料水」「地下水除染」「法執行」「モニタリング」「研究」「リスク広報」の6つの分野を政策項目として含めた。2023年、アメリカ環境保護庁（EPA）が新たな健康推奨基準を公表。飲料水中に含まれる濃度について、PFOAは70pptから0.004pptに、PFOSは70pptから0.02pptに規制を強化した。また、PFBSは2000ppt、GenXは10ppt以下に抑える基準が設けられた。なおPFOAの0.004pptというのは技術的な検出限界の値である。耐容一日摂取量（TDI）としては、PFOAとPFOSの合計で体重1キロ当たり0.63ナノグラムという基準が示された。2024年までに、製造業者と食品医薬品局は、一部のPFASを食品包装から廃止する合意を発表している。

### カナダ
2023 年に総 PFAS30ng/L の目標値を提案。

### EU
2019年、欧州理事会はPFASの健康への悪影響について増えている証拠を受け、PFASの不要不急の使用を排除する行動計画を策定するよう欧州委員会に要請した。ドイツ、オランダ、デンマーク、ノルウェー、スウェーデンはREACH規則に基づく制限案を提出し、PFASの製造、使用、販売、輸入を欧州全体で禁止することを目指している。この提案では、PFASの使用を段階的に禁止し、それに対して公開協議が行われている。欧州化学庁（ECHA）は提案のリスクと社会経済的側面に関する意見をまとめ、最終的な提案が欧州委員会に送られ、EU加盟国に提出される予定になっている。また、EUではPFOAの使用が制限されており、飲料水指令の改正も進められている。包装・容器での対策に向けても動きがあり、2022年までに各国政府がREACH規則案を作成し、2025年に発効する予定である。

#### ドイツ
2023年、飲料水にかかわる法令で、20PFAS 合計が100ng/L と、４PFAS（PFOS,PFOA,PFNA, PFHxS）の合計 20ng/L が国内法で提案された。20PFAS 合計は 2026 年、４PFAS は 2028 年に適用予定。

### 日本
2010年4月1日の化審法改正で、PFASのうちPFOSが第一種特定化学物質に指定された。製造および輸入が許可制となり、事実上全廃された。2018年、化審法政令改正により全ての用途で製造・輸入等を原則禁止になった。2021年、PFOAが化審法第一種特定化学物質に指定され、製造・輸入等が原則禁止になった。PFHxSについても、化審法第一種特定化学物質に指定し、製造・輸入等を原則禁止することが審議されている。在日米軍基地についてこれらの規制は適用されないが、2023年5月、在日米軍司令部は国内の主な米軍基地で、PFOSやPFOAを含まない泡消火剤への交換が完了したと発表した。
2020 年、厚生労働省は PFOS、PFOA を水質管理目標設定項目 に位置付け、水道水に含まれるPFASの濃度（PFOS・PFOAの合計値）を50 ng/L 以下とする暫定目標値を定めた。また、環境省においても同様に、公共用水域や地下水における暫定目標値を50 ng/Lと定めた。
2024年6月25日、内閣府食品安全委員会は、PFASのうち、PFOSとPFOAの2物質でそれぞれ、耐容一日摂取量（TDI）として、体重1キロ当たり20ngとすることを正式に決定した。この基準の検討として、食品安全委員会の10人の専門委員と12人の専門参考人が、関連する論文約3000を世界中から収集し、リスク評価に重要と思われる257の文献を選出。肝臓・脂質代謝・免疫・生殖発生・発がん性といった影響項目について、メタアナリシスを行った。その結果、生殖・発生以外においては、メタアナリシスによる強い証拠を得られなかった。一方、生殖・発生の影響項目のうち、「出生児への影響」だけは強いエビデンスをしめしたことから、動物試験等の結果から、耐容一日摂取量（TDI）として、体重1キロ当たり20ngという基準を策定した。また、リスク管理の要望として、PFAS曝露が懸念される地域の住民における血中濃度測定の方策や対応の優先度等について検討することが示された。

### 中国
中国の生態環境部は、「重点管理対象新汚染物質リスト（2019年版）」にPFOSとPFHxSを、「重点管理対象新汚染物質リスト（2023年版）」にPFOAを記載した。この重点管理対象新汚染物質リストに記載されている化学物質は、特定の用途を除いて製造・加工・輸出入の禁止や廃棄等を実施する必要がある。

## PFASのグループ化
PFASについては個別物質管理だけでなくグループに分けて管理を行う動きがある。
広義のPFASにはフッ素化脂肪族化合物に属するものとフッ素化芳香族化合物に属するものがある（環境省資料3-1別添1参照）。

### フッ素化脂肪族化合物
フッ素化脂肪族化合物は「1つ以上のメチル基もしくはメチレン基が完全にフッ素化している脂肪族化合物をいう」をいう（環境省資料3-1別添1参照）。

#### ペルフルオロアルキル化合物
PFAA（パーフルオロアルキル酸）類はスルホン酸類（PFSAs）に属するものとカルボン酸類（PFCAs）に属するものがある。これとは別にPASFがある。
- PFAA（パーフルオロアルキル酸）類
  - スルホン酸類（PFSAs）
    - ペルフルオロオクタンスルホン酸（PFOS）
    - ペルフルオロヘキサンスルホン酸（PFHxS）
    - ペルフルオロブタンスルホン酸(PFBS)

  - カルボン酸類（PFCAs）
    - ペルフルオロオクタン酸（PFOA）
    - ペルフルオロノナン酸（PFNA）
- PASF（パーフルオロアルカンスルホニルフルオリド）[60]
  - PFOSF（ペルフルオロ（オクタン-1-スルホニル）＝フルオリド）[58][61]

#### ポリフルオロアルキル化合物
- ポリフルオロアルキル化合物（FTOHs）

以上のペルフルオロアルキル化合物及びポリフルオロアルキル化合物の総称をPFASとすることもある。

#### その他のフッ素化脂肪族化合物
テトラフルオロメタンやポリテトラフルオロエチレン（PTFE）などのフッ素化脂肪族化合物もPFASに含めることがある（環境省資料3-1別添1参照）。

フライパンなどの調理器具に使用されているポリテトラフルオロエチレン（PTFE）は、OECDの定義ではPFASに分類される。しかし、PTFEについては、様々な研究や国際がん研究機関(IARC)の報告から、発がん性や生殖器に対する影響は認められていない。しかし、コーティングされた調理器具を加熱し、約260°Cに達すると劣化し始め、約350°C以上になると分解し、500℃以上に加熱すると有毒なポリマーガスが発生する可能性が報告されているので注意が必要である。また、かつて調理器具にPTFEをコーティングする過程でPFASであるPFOAが使用されていたが、調理器具上に残存PFOAは検出限界以下であることがわかっている。また、2015年以降には全世界的にPFOAの使用が禁止されたため、現在の調理器具には使用されていない。

### フッ素化芳香族化合物
フッ素化芳香族化合物は「1つ以上のメチル基もしくはメチレン基が完全にフッ素化している脂肪族側鎖をもつフッ素化芳香族化合物もしくはフッ素化していない芳香族化合物をいう」をいう（環境省資料3-1別添1参照）。
- オクタフルオロトルエンなど

## PFASの分解
ノースウェスタン大学の研究チームが安価な試薬を用いて比較的低温で分解する方法を発見した。極性のある非プロトン性溶媒中でPFASを脱炭酸処理することで、反応性の高い中間体を生成し、24時間以内にフッ化物イオンに分解することができる。